# داتورا متل
داتورا متل (نام علمی: Datura metel) نام یک گونه از سرده تاتوره است.